# Вуйтек, Владимир (старший)
Вла́димир Ву́йтек (чеш. Vladimír Vůjtek; род. 17 мая 1947, Климковице, Моравско-Силезская земля, Чехословакия) — чешский хоккеист, выступавший на позиции центрального нападающего, тренер.

## Биография
Родился 17 мая 1947 года в деревне Клинковице в 15 км от Остравы, Чехия. Инженер по профессии. Первым клубом Владимира стал «Витковице» из соседней Остравы, в котором он как игрок провёл 11 лет своей карьеры. Потом два года выступал за «Дуклу». В чемпионатах Чехословакии забил 86 шайб в 311 матчах. В 1981 году закончил карьеру игрока и начал тренерскую деятельность.
«Карвина» из второй Чешской лиги становится первым клубом в тренерской карьере Вуйтека. Проработав с этой командой три года, Вуйтек возвращается в «Витковице», на этот раз уже в качестве тренера. Именно с этим клубом была связана большая часть его жизни. К 11 годам, проведённым в Остраве в роли игрока, Вуйтек прибавил ещё 15 лет в качестве тренера. Вуйтек трижды выводил «Витковице» в финал Экстралиги. Вначале 1990-х работал в молодёжной сборной Чехии, как ассистентом, так и главным тренером. С чешской молодёжной сборной, в составе которой были Давид Выборны, Франтишек Каберле и Радек Бонк, Вуйтек завоевал бронзовые медали Молодёжного чемпионата мира 1993 года.
В 2001 году был приглашён Юрием Яковлевым на должность главного тренера ярославского «Локомотива», в котором и получил наибольшую известность, два сезона подряд (2002 и 2003) приводив клуб к чемпионству. Владимир Вуйтек стал первым иностранным главным тренером, выигрывавшим золото чемпионата России по хоккею.
После двух чемпионских лет, проведенных в Ярославле, Вуйтека пригласили в казанский «Ак Барс». В Казани готовились к 1000-летнему юбилею города и «Ак Барс» был одним из самых амбициозных клубов страны. В сезоне 2003/2004 Владимир с казанцами становится бронзовыми призёрами. Вскоре чешский тренер уступил свой пост Зинэтуле Билялетдинову, а сам вернулся в Чехию в родную для себя Остраву, где вновь тренировал «Витковице».
В Россию Владимир Вуйтек вернулся в сезоне 2007/2008, когда руководство московского «Динамо», уволило Владимира Крикунова за неудачи на старте чемпионата и предложило контракт чешскому специалисту. Исправить ситуацию Вуйтеку удалось лишь отчасти, игра бело-голубых хотя и преобразилась, но в плей-офф пройти дальше одного раунда команде не удалось. Уверенно пройдя «Авангард», в 1/4 финала динамовцы в упорной серии уступили магнитогорскому «Металлургу». На следующий год контракт с Вуйтеком был продлён. В первом сезоне уже новой лиги КХЛ динамовцы дошли до полуфинала, где уступили «Ак Барсу». После сезона Вуйтек принял решение завершить тренерскую карьеру.
Но уже в 2010 году возобновил карьеру тренера, приняв приглашение ярославского «Локомотива» возглавить команду после увольнения Кая Суикканена. По итогам сезона Вуйтек стал бронзовым призёром чемпионата КХЛ.
В 2011 году возглавил сборную Словакии, с которой дошёл до финала Чемпионата мира 2012. С 2015 по 2016 год тренировал сборную Чехии. После Чемпионата мира 2016 года окончательно решил закончить карьеру хоккейного тренера.
С 2017 года работает тренером-консультантом в родном клубе «Витковице» из Остравы, в котором провёл большую часть игровой карьеры и не раз возглавлял по ходу тренерской карьеры.
Тренер команд звёзд Суперлиги и КХЛ в 2001, 2002, 2003, 2009 и 2011 годах.
Отец хоккеиста Владимира Вуйтека (род. 1972); дочь Шарка замужем за хоккеистом Робертом Петровицки.

## Достижения
В качестве игрока
- Бронза Чемпионата Чехословакии — 1979

В качестве тренера
- Золото Чемпионата России — 2002, 2003
- Серебро Чемпионата Чехословакии — 1993, Чехии — 1995, 1997
- Серебро Континентального кубка — 2003
- Серебро Чемпионата мира — 2012
- Бронза Молодёжного чемпионата мира — 1993
- Бронза Чемпионата Чехословакии — 1992, Чехии — 1998
- Бронза Чемпионата России / КХЛ — 2004, 2011
- Лучший тренер чемпионата России — 2002